# Théodore Perrin (médecin)
Pour les articles homonymes, voir Théodore Perrin et Perrin.
Théodore Perrin, né le 2 octobre 1795 (10 vendémiaire an IV) à Lyon et mort le 9 novembre 1880 à Vieu (Ain) est un médecin des hôpitaux à Lyon.

## Biographie
Le père de Théodore Perrin est un marchand commissionnaire. Son frère  Louis (né en 1799-1865) sera  imprimeur, sa sœur Adelaïde Perrin (1789-1838) sera  la fondatrice d'un hospice pour jeunes filles incurables, à Lyon.
Théodore est reçu interne des hôpitaux le 4 septembre 1816. Son internat terminé, il part à Paris suivre les cours de la Faculté de Paris, où il suit l'enseignement de François Broussais. Le 9 juin 1821 il soutient sa thèse, consacrée aux Sécrétions considérées sous le rapport physiologique et comme signes de maladies. Il complète sa formation en allant à Montpellier où il est influencé  par Jacques Lordat, professeur à la faculté de médecine. 
Il se marie le 25 juillet 1832 à Lyon, avec Horacie Cozon  avec qui il aura 9 enfants dont  Louis Jean Sainte-Marie (1835-1917), architecte qui terminera la construction de la basilique de Fourvière.
En 1833, il est nommé médecin suppléant des prisons, et, en 1839, médecin titulaire, en remplacement de M. Brachet.
Théodore Perrin est le médecin de l’institut des sourds-muets de Lyon. Il publie un ouvrage dans lequel « à rebours des principaux auteurs de son temps (Sicard, Bonald, Arnman, l’abbé Montaigne, Itard), Perrin démontre que le sourd-muet, même non instruit est intelligent, qu’il a le sens du bien et du mal, et qu’il est tout à fait capable de gouverner sa vie. La question se posait à l’époque et elle était fort discutée ».
Il est le médecin de  l'hospice des incurables d'Ainay, fondé par sa  sœur Adelaïde et présente un rapport à la Société de médecine de Lyon. Il montre que  « grâce au christianisme, nous sommes loin de cette époque où la médecine grecque proclamait comme un axiôme : « que les maladies incurables ne regardent pas la médecine, et ne font point partie du domaine de l'art de guérir. » On comprend mieux aujourd'hui que les hommes étant tous, à quelques égards, faibles et infirmes, ont tous indistinctement droit à la compassion ; on n'ose plus, comme les Spartiates, sacrifier les nouveau-nés atteints de difformités ; on a cessé de traiter les aliénés comme des criminels ; les incurables aussi ont leurs lieux de refuge, pieux témoignages de la fraternité humaine ; visible enseignement qui doit rappeler sans cesse que, là où la science perd son efficacité, la pitié peut encore continuer ses soins et ses consolations. »
Par plusieurs écrits il défend l'allaitement maternel : « la brochure de M. Perrin est pleine d'intérêt. Après le plaidoyer éloquent de Jean-Jacques, en faveur de l'allaitement maternel, il semblait difficile d'aborder le même sujet avec quelque succès : c'est ce qu'a fait cependant M. Perrin ; mais il eut soin pour cela d'éclairer le champ de la physiologie par les lumières du catholicisme ».
Théodore Perrin est vice-président de la Société de médecine à Lyon. En 1867, il est nommé président de l'Académie des sciences, belles lettres et arts de Lyon, pour la classe sciences.
Il meurt le 9 novembre 1880 dans sa demeure de Vieu, dans l'Ain.

## Publications
Essai sur le développement du sourd-muet, Lyon, 1837, impr. Louis Perrin, 58 p.
Sur le danger de la suppression du nourrissage maternel, lu à la Société impériale de médecine de Lyon, séance du 29 août 1860, Lyon,  1860, impr. de A. Vingtrinier, lire en ligne sur Gallica
Considérations physiologiques et morales sur l'allaitement maternel, Lyon, 1848, impr. Louis Perrin
Du danger des systèmes en médecine, Lyon, 1842, Imprimerie de Marle ainé, lire en ligne sur Gallica
De l'Étiologie de la coagulation du sang dans les gros vaisseaux pendant la période puerpérale, Lyon, 1864,  impr. Aimé Vingtrinier, lire en ligne sur Gallica
Coliques hépatiques. Hydratides, Lyon 1846,  impr. de Marle aîné lire en ligne sur Gallica
Guide du baigneur aux eaux de La Motte-les-Bains "    Rapport lu à la Société de médecine, le 4 mars 1850, par Théodore Perrin, sur l'ouvrage de M. Dorgeval-Dubouchet lire en ligne sur Gallica
De la force psycho-vitale dans ses rapports avec les fonctions physiologiques et les affections morbides, Lyon, 1877, Mémoires de l'Académie royale des sciences, belles-lettres et arts de Lyon. Section des sciences 